# Simon Ogolla
Simon Ogolla, född 30 april 1980, är en svensk  thaiboxare. Han vann EM 2016 i viktklassen 91+